# Ульви Раджаб
Ульви Раджаб Молла оглы Шашигзаде (азерб. Ülvi Rəcəb Molla oğlu Şaşıqzadə) — азербайджанский советский актёр. Заслуженный артист Азербайджанской ССР (1933).

## Биография
Ульви Раджаб Шашик-оглу родился в январе 1903 года в селе Жаниври близ Батуми (ныне в Шуахевском муниципалитете). Его отец по национальности был аджарцем, дед — турком, а мать — грузинкой по отцу и русской по матери. С 1918 года выступал в азербайджанской труппе, которую возглавлял Гусейн Араблинский. С 1922 года выступал в Тифлисском государственном азербайджанском драматическом театре. В 1925 году стал одним из ведущих актёров Азербайджанского драматический театра в Баку. Одним из учителей Ульви Раджаба был Аббас-Мирза Шарифзаде. За заслуги в театральном искусстве 25 апреля 1933 года Ульви Раджабу было присвоено почётное звание «Заслуженного артиста Азербайджанской ССР».

### Репрессии и казнь
В 1937 году он был обвинён в контрреволюционной деятельности, приговорён Военной коллегией Верховного Суда СССР к смертной казни и расстрелян 2 января 1938 года в Баку. 7 декабря 1955 года приговор был отменён за отсутствием состава преступления.

## Творчество
В искусстве Ульви Раджаба реалистическая глубина сочеталась с романтическим пафосом. Он создал сценические образы Отелло, Гамлета, Ромео («Отелло», «Гамлет», «Ромео и Джульетта» Шекспира), Франца Моора («Разбойники» Шиллера). Среди его лучших ролей в русской и национальной драматургии можно назвать таких как Сатин («На дне» Горького), Кречет («Платон Кречет» Корнейчука), Сиявуш, Шейх Сенан («Сиявуш», «Шейх Сенан» Г. Джавида), Акшин, Яшар («Невеста огня», «Яшар» Джаббарлы).

## Семья
- Первая жена — Гамэр Топурия[1].
- Вторая жена — Марзия Давудова[1]. Поженились в 1930 году. Дети:
  - Рауф (род. 1931)[1].
- Племянник — Нодар Шашик-оглы[2].

## Галерея

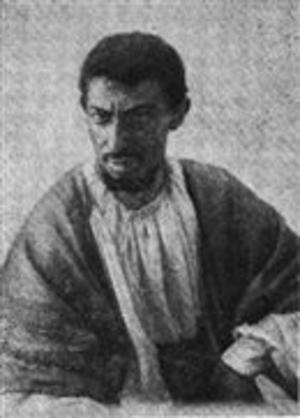
Ульви Раджаб в роли Отелло
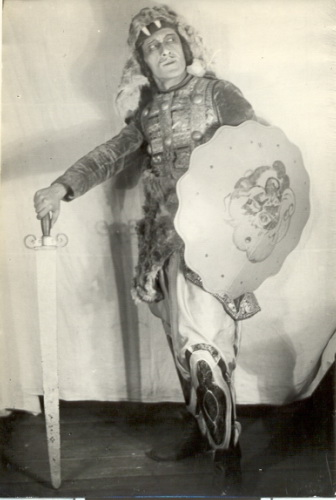
Ульви Раджаб в роли Сиявуша. «Сиявуш» Г. Джавида. Азербайджанский драматический театр. 1934 год
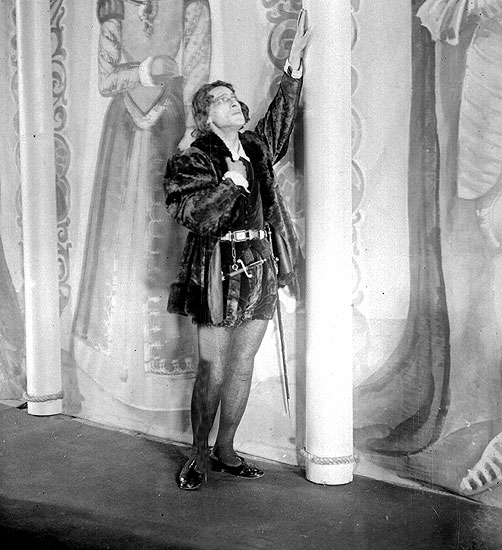
Ульви Раджаб в роли Гамлета. Азербайджанский драматический театр. 1932 год
Мемориальная доска на стене дома в Баку, в котором с 1901 по 1938 год жил Ульви Раджаб